# Toeti Heraty
Toeti Heraty Noerhadi (ur. 27 listopada 1933 w Bandungu, zm. 13 czerwca 2021) – indonezyjska poetka; autorka wierszy subtelnych, zwracających uwagę na represyjne konwencje społeczne i emocjonalne.
Studiowała na Wydziale Lekarskim Uniwersytetu Indonezyjskego (1951–1955), gdzie uzyskała licencjat z medycyny. Następnie kontynuowała studia na Wydziale Psychologii Uniwersytetu Indonezyjskiego (1955–1962). Kształciła się także w zakresie filozofii na Uniwersytecie w Lejdzie, a w 1979 r. uzyskała doktorat na Uniwersytecie Indonezyjskim.
Jako poetka debiutowała w 1973 r., kiedy opublikowała pierwszy zbiór wierszy: Sajak-Sajak 33.
Jej dorobek obejmuje także szereg prac naukowych, m.in. Emansipasi Wanita Menurut Simon du Beauvoir (1961), Wanita Multidimensional (1990), Woman in Asia: Beyond the Domestic Domain (1989), Calon Arang-kisah perempuan korban patriarki (2000), Hidup Matinya Sang Pengarang (2000).
Jej twórczość była tłumaczona na języki europejskie – niderlandzki, niemiecki i francuski.